# Luzonichthys
Luzonichthys är ett släkte av fiskar. Luzonichthys ingår i familjen havsabborrfiskar.
Kladogram enligt Catalogue of Life:
| Luzonichthys | \| \| Luzonichthys earlei \| \| \| \| \| \| Luzonichthys microlepis \| \| \| \| \| \| Luzonichthys taeniatus \| \| \| \| \| \| Luzonichthys waitei \| \| \| \| \| \| Luzonichthys whitleyi \| \| \| \| \| \| Luzonichthys williamsi \| \| \| \| |
|              | \| \| Luzonichthys earlei \| \| \| \| \| \| Luzonichthys microlepis \| \| \| \| \| \| Luzonichthys taeniatus \| \| \| \| \| \| Luzonichthys waitei \| \| \| \| \| \| Luzonichthys whitleyi \| \| \| \| \| \| Luzonichthys williamsi \| \| \| \| |
|              | Luzonichthys earlei |
|              | |
|              | Luzonichthys microlepis |
|              | |
|              | Luzonichthys taeniatus |
|              | |
|              | Luzonichthys waitei |
|              | |
|              | Luzonichthys whitleyi |
|              | |
|              | Luzonichthys williamsi |
|              | |